# Кулагин, Иван Иванович
Иван Иванович Кулагин (2 мая 1904, Вильна, Виленская губерния, Российская империя — 12 марта 1993) — советский инженер, военный. Заслуженный деятель науки и техники РСФСР, автор многочисленных учебников по теории реактивных двигателей. Участник Великой Отечественной войны. Генерал-майор инженерно-технической службы.

## Биография
Родился 2 мая 1904 года в Вильне Виленской губернии, Российская империя. С юношеских лет увлекался пиротехникой и ракетостроением.
Закончил Ленинградский технологический институт в 1928 году. Работал в Газодинамической лаборатории Управления военных изобретений РККА в 1926—1934 годах.
С 1934 по 1941 год был начальником эксплуатационно-механического факультета в Ленинградском институте инженеров гражданского воздушного флота. Участвовал в разработке и испытаниях жидкостных ракетных двигателей и образцов новой военной техники. С 1938—1941 год работал в ЦКБ-22 НКО при Ленинградском авиационном институте.
С 1941—1943 год участвовал в Великой Отечественной войне. С 1941 по 1968 год был начальником кафедры теории авиадвигателей Ленинградской военно-воздушной академии.
С 1950 по 1958 год руководил секцией авиадвигателей НТК ВВС. С 1967 по 1976 год был ведущим конструктором КБ «Энергомаш». С 1969 по 1984 го — заведующий кафедрой теоретических основ теплотехники Северо-Западного заочного политехнического института.
Умер 12 марта 1993 года.

## Научная деятельность
Участвовал в закладке основ нового научного направления в подготовке инженерных кадров для реактивной авиации.
В 1924 году им были получены первые образцы прессованных шашек из пироксилино-тротилового пороха (ПТП). В 1926 по 1934 год разрабатывал на основе этих шашек первые твердотопливные ракеты Газодинамической лаборатории (ГДЛ).
С 1927 по 1928 год участвовал в организации серийного производства прессованных шашек из (ПТП), производились в детонаторной мастерской завода «Красногвардеец», затем работал в расконсервированной лаборатории порохов и взрывчатых веществ Военно-морского флота, в Гребном порту морской гавани Ленинграда, на Васильевском острове. Был начальником этого производством, прессах которого когда-то работал Д. И. Менделеев, увлекшись пороховым делом.
Участвовал в разработке и испытаниях жидкостных ракетных двигателей и образцов новой военной техники.
В 1946 году ввёл в учебный план первый в стране систематический курс теории реактивных двигателей. В 1949 году опубликовал первый в СССР фундаментальный учебник по теории газотурбинных реактивных двигателей.
В 1951 году получил научную степень доктора технических наук и профессора. В 1958 году присвоено звание генерал-майор инженерно-технической службы.